# Asphalt
Asphalt (укр. Асфальт) — серія перегонових відеоігор, розроблена та опублікована французькою компанією Gameloft. Ігри серії, як правило, зосереджені на швидкісних аркадних перегонах, що відбуваються в різних місцях по всьому світу, гравцям доручається перемагати в перегонах, уникаючи переслідувань з боку місцевих правоохоронних органів.
Перша гра, Asphalt: Urban GT, була випущена 2004 року для портативних консолей Nintendo DS і Nokia N-Gage разом зі спрощеною J2ME-версією для мобільних телефонів. Незабаром з'явилися версії гри для інших платформ, остання з яких — Asphalt 9: Legends — вийшла у 2018 році; також було випущено низку спінофів, таких як нескінченний раннер Asphalt Overdrive, Asphalt Nitro, мінімалістична версія Asphalt для пристроїв низького класу з процедурною генерацією, Asphalt Xtreme, орієнтована на бездоріжжя, та дрег-рейсингова гра Asphalt Street Storm.

## Спільні елементи
Серія робить акцент на швидких вуличних перегонах в аркадному стилі в дусі серії відеоігор Need for Speed, а також на елементах інших перегонових ігор, таких як Burnout; спіноф Asphalt Xtreme відбувається на бездоріжжі, де замість суперкарів, як у попередніх іграх, використовуються відкриті багі, спортивні позашляховики та ралійні автомобілі. У кожній відеогрі серії гравці сідають за кермо ліцензованих спортивних автомобілів різних виробників, від моделей початкового рівня, таких як Dodge Dart GT, до суперкарів, таких як Bugatti Veyron, і навіть концепт-карів, таких як Mercedes-Benz Biome.
Поліційні переслідування є постійним елементом ігрового процесу, особливо в ранніх іграх, але в них було зменшено акцент на користь трюкових стрибків і маневрів, як в Airborne; вони повернулися, однак, в Overdrive і Nitro, остання з яких поєднала елементи Airborne і попередніх ігор серії.
Протягом гри гравці поступово отримують доступ до різних перегонових трас, більшість з яких змодельовані на основі реальних локацій і великих міст, а також до модернізації транспортних засобів, які можна придбати за гроші, зароблені в перегонах, або в наступних іграх, за бали чи за реальну валюту, яку можна придбати в застосунку. Події ускладнюються в міру проходження гри, іноді вимагаючи від гравців виконання бонусних завдань, наприклад, знищення певної кількості суперників або завершення перегонів без пошкодження свого автомобіля.

## Історія
Першою основною грою серії є Asphalt: Urban GT, яка вийшла для Nintendo DS та Nokia N-Gage 21 листопада 2004 року, а спрощена версія для мобільних телефонів J2ME була випущена 2 грудня. Однак у відео на каналі Gameloft на YouTube першою грою серії вказана адаптація Speed Devils для мобільних телефонів.
Asphalt 4: Elite Racing стала першою грою серії, випущеною для iOS. Asphalt 6: Adrenaline стала першою грою серії, випущеною для OS X; подальші випуски серії для домашніх комп'ютерів є ексклюзивними для Microsoft Windows, а Asphalt 7: Heat стала першою грою, випущеною у Windows Store.
Asphalt 8: Airborne, восьма основна частина і десята гра серії загалом, вийшла у 2013 році для платформ iOS, Android, Windows і Blackberry та отримала схвальні відгуки критиків, ставши одним із бестселерів у магазинах iOS App Store та Google Play Store. Asphalt Nitro, дванадцята гра серії, була непомітно випущена у власній крамниці застосунків Gameloft у травні 2015 року для Android, а також 2.5D J2ME-версія гри для фічефонів. Основною перевагою Nitro було те, що гра споживала мало ресурсів, чому сприяло використання процедурної генерації.
У вересні 2014 року для iOS та Android вийшов безкоштовний спіноф під назвою Asphalt Overdrive. На відміну від попередніх ігор серії, гра представлена як «нескінченний раннер», подібний до франшиз Temple Run та Subway Surfers, і не пропонує традиційного перегонового режиму. Після Overdrive виникла Asphalt Xtreme, яка зосереджується на аркадних перегонах бездоріжжям, а у 2016 році — Asphalt: Street Storm, ритмічна дрег-рейсингова гра в дусі CSR Racing від NaturalMotion. Street Storm була випущена на Філіппінах у грудні 2016 року для пристроїв на iOS. Asphalt 9: Legends вийшла у світ у липні 2018 року, для OS X — у січні 2020 року, а для Xbox One та Xbox Series X/S — 31 серпня 2021 року.

## Ігри
Серія ігор Asphalt на цей час містить 19 частин. 9 із них — номерні частини серії, інші 10 — спінофи.
| №  | Назва                                 | Дата виходу              | Розробники                            | Платформи |
| -- | ------------------------------------- | ------------------------ | ------------------------------------- | --- |
| 1  | Asphalt: Urban GT                     | 15 листопада 2004        | Gameloft Gameloft Montreal            | JavaME, Nintendo DS, N-Gage, BREW, DoJa                                                                                                   |
| 2  | Asphalt: Urban GT 2                   | 30 листопада 2005        | Gameloft Montreal Virtuos Game Source | JavaME, Nintendo DS, N-Gage, Symbian OS, PlayStation Portable                                                                             |
| 3  | Asphalt: Import Tuner Edition         | 31 грудня 2005           | Gameloft Amp'd Mobile                 | JavaME, BREW |
| 4  | Asphalt 3: Street Rules               | 21 квітня 2006           | Gameloft Shanghai                     | JavaME, N-Gage 2.0, Symbian OS, Windows Mobile                                                                                            |
| 5  | Asphalt 4: Elite Racing               | 28 серпня 2008           | Gameloft Paris                        | JavaME, N-Gage 2.0, Symbian OS, Windows Mobile, DSi, BlackBerry OS, iOS, iPod                                                             |
| 6  | Asphalt: Online                       | 2008                     | Gameloft Tokyo                        | DoJa, BREW |
| 7  | Asphalt 5                             | 2 листопада 2009         | Gameloft Bucharest                    | iOS, Android, Symbian OS, Windows Phone 7, Bada, webOS, Freebox                                                                           |
| 8  | Asphalt 6: Adrenaline                 | 21 грудня 2010           | Gameloft Barcelona                    | iOS, Android, Symbian OS, J2ME, BlackBerry Tablet OS, Bada, webOS                                                                         |
| 9  | Asphalt 3D (Asphalt 3D: Nitro Racing) | 10 березня 2011          | Gameloft                              | Nintendo 3DS |
| 10 | Asphalt: Injection                    | 17 грудня 2011           | Gameloft                              | PlayStation Vita, Android |
| 11 | Asphalt 7: Heat                       | 21 червня 2012           | Gameloft Montreal                     | iOS, Android, Windows Phone 8, Windows 8, Windows 10, BlackBerry 10, BlackBerry Tablet OS                                                 |
| 12 | Asphalt 8: Airborne                   | 22 серпня 2013           | Gameloft Barcelona                    | iOS, Android, Windows Phone 8, Windows 8, Windows 10, Windows 10 Mobile, BlackBerry 10, tvOS, OS X, Tizen, Fire OS, ColorOS               |
| 13 | Asphalt Overdrive                     | 24 вересня 2014          | Gameloft Madrid                       | iOS, Android, Windows Phone, Windows Phone 8, Windows 8, Windows 10, Windows 10 Mobile                                                    |
| 14 | Asphalt Nitro                         | 12 травня 2015           | Gameloft Kharkiv                      | Android, JavaME, Tizen |
| 15 | Asphalt Xtreme                        | 27 жовтня 2016           | Gameloft Madrid Gameloft Barcelona    | iOS, Android, Windows 8, Windows Phone 8, Windows 10, Windows 10 Mobile                                                                   |
| 16 | Asphalt Street Storm Racing           | 14 червня 2017           | Gameloft                              | iOS, Android, Windows 8, Windows 10 |
| 17 | Asphalt Legends Unite                 | 26 липня 2018            | Gameloft Barcelona                    | iOS, iPad, Android, Windows 10, Nintendo Switch, OS X, Fire OS, PlayStation 4, PlayStation 5, Xbox One, Xbox Series X/S, Аркадний автомат |
| 18 | Asphalt: Retro                        | 31 березня/5 травня 2020 | Gameloft                              | Браузер |
| 19 | Asphalt Nitro 2                       | 16 липня 2021            | Gameloft Kharkiv                      | Android |